# Telenovela brasileira

Vida Alves e Wálter Forster durante cena da primeira novela da história, Sua Vida Me Pertence, em 1951 na TV Tupi.

A telenovela brasileira é a forma de teledramaturgia mais popular no Brasil, com sua produção e exibição de no pais remontando à década de 50. Sua Vida Me Pertence, escrita e dirigida por Walter Forster, e exibida pela extinta TV Tupi São Paulo entre 21 de dezembro de 1951 até 15 de fevereiro de 1952, foi a primeira telenovela, não apenas no Brasil, mas em todo o mundo.
Conforme Keske & Scherer (2013), desde meados da década de 1970, as telenovelas detêm o “status de produto mais rentável da indústria cultural brasileira”.
As telenovelas são costumeiramente tratadas como "obras abertas", em razão de seu enredo poder ser alterado para ir ao encontro das reações do público que a consome. Veiculadas nas redes nacionais de televisão, em sua maioria de sinal aberto, as telenovelas brasileiras costumam ter seus direitos de exibição vendidos para diversos outros países. Voltadas inicialmente ao entretenimento, algumas novelas também já discutiram polêmicas e questões de responsabilidade social em suas histórias. A telenovela Explode Coração, escrita por Glória Perez e exibida pela TV Globo em 1995, por exemplo, abordou o desaparecimento de crianças, e Chamas da Vida, escrita por Cristianne Fridman e exibida pela Record entre meados de 2008 e o início de 2009, abordou a questão da pedofilia.
As novelas brasileiras são os programas mais vistos por todos os segmentos de sexo e faixas etárias. Ranking feito pelo IBOPE, mostra que o gênero mais visto por homens na televisão aberta, em todo o país, por exemplo, são as telenovelas. A audiência das novelas entre mulheres, no entanto, é quase o dobro do que entre homens. Entre as crianças, os folhetins têm mais do que o dobro da audiência dos programas infantis.
Uma pesquisa feita pelo IBOPE publicada em outubro de 2015, apontou que as telenovelas ainda são as atrações preferidas dos latino-americanos na televisão. O estudo mostra o gênero é o preferido entre o público no Brasil, Panamá, Uruguai e Paraguai, o instituto tomou como base para a pesquisa, seus dados de audiência aferidos em 11 países da América Latina, com um universo de 135,5 milhões de espectadores.

## História

### Origens

Gessy Fonseca nos bastidores da primeira adaptação de Éramos Seis, em 1958 pela RecordTV.

A primeira telenovela brasileira foi exibida na TV Tupi de São Paulo, Sua Vida Me Pertence, escrita e dirigida por Walter Forster, estreou em 21 de dezembro de 1951 e permaneceu em exibição até 15 de fevereiro de 1952, tendo cerca de 15 capítulos, exibidos às 20 horas e duas vezes por semana, apresentadas ao vivo. Alguns dos atores que participaram desta produção foram: Vida Alves, Lia de Aguiar, Lima Duarte, José Parisi, Dionísio de Azevedo, além do próprio autor, Walter Forster. O primeiro beijo da televisão brasileira aconteceu nesta novela entre os protagonistas, interpretados por Walter Forster e Vida Alves, que não passou de um inocente "selinho".
Em julho de 1963, estreia a novela 2-5499 Ocupado, na extinta TV Excelsior em São Paulo, às 19h30, inicialmente exibida três vezes por semana, passou a ser diária (de segunda a sexta), sendo a primeira a seguir este formato, para poder prender a atenção do telespectador. Escrita pela autora Dulce Santucci, que traduziu para nossa língua, a obra original do escritor argentino Alberto Migré, baseando-se no original de Abel Santa Cruz. Esta foi a primeira produção a mostrar o casal romântico Glória Menezes e Tarcísio Meira, casados na vida real, que protagonizaram esta novela. Passou a ser exibida pela Rede Excelsior do Rio de Janeiro, em 9 de setembro de 1963, de forma diária.
E na primeira rede de televisão brasileira, a Rede Tupi (inaugurada em 18 de setembro de 1950 e extinta em 16 de julho de 1980), muitas telenovelas produzidas e exibidas pela emissora fizeram enorme sucesso. Mulheres de Areia, A Viagem, A Barba-Azul, Os Inocentes e O Profeta, todas escritas pela autora Ivani Ribeiro, foram alguns dos maiores sucessos da Rede Tupi na época e, superavam as novelas da TV Globo em audiência. Outras novelas, como Beto Rockfeller de Bráulio Pedroso, Ídolo de Pano e O Direito de Nascer de Teixeira Filho, Simplesmente Maria de Benjamin Cattan e Benedito Ruy Barbosa, Antônio Maria e Nino, o Italianinho de Geraldo Vietri, também foram algumas das novelas produzidas pela Rede Tupi que fizeram um estrondoso sucesso.

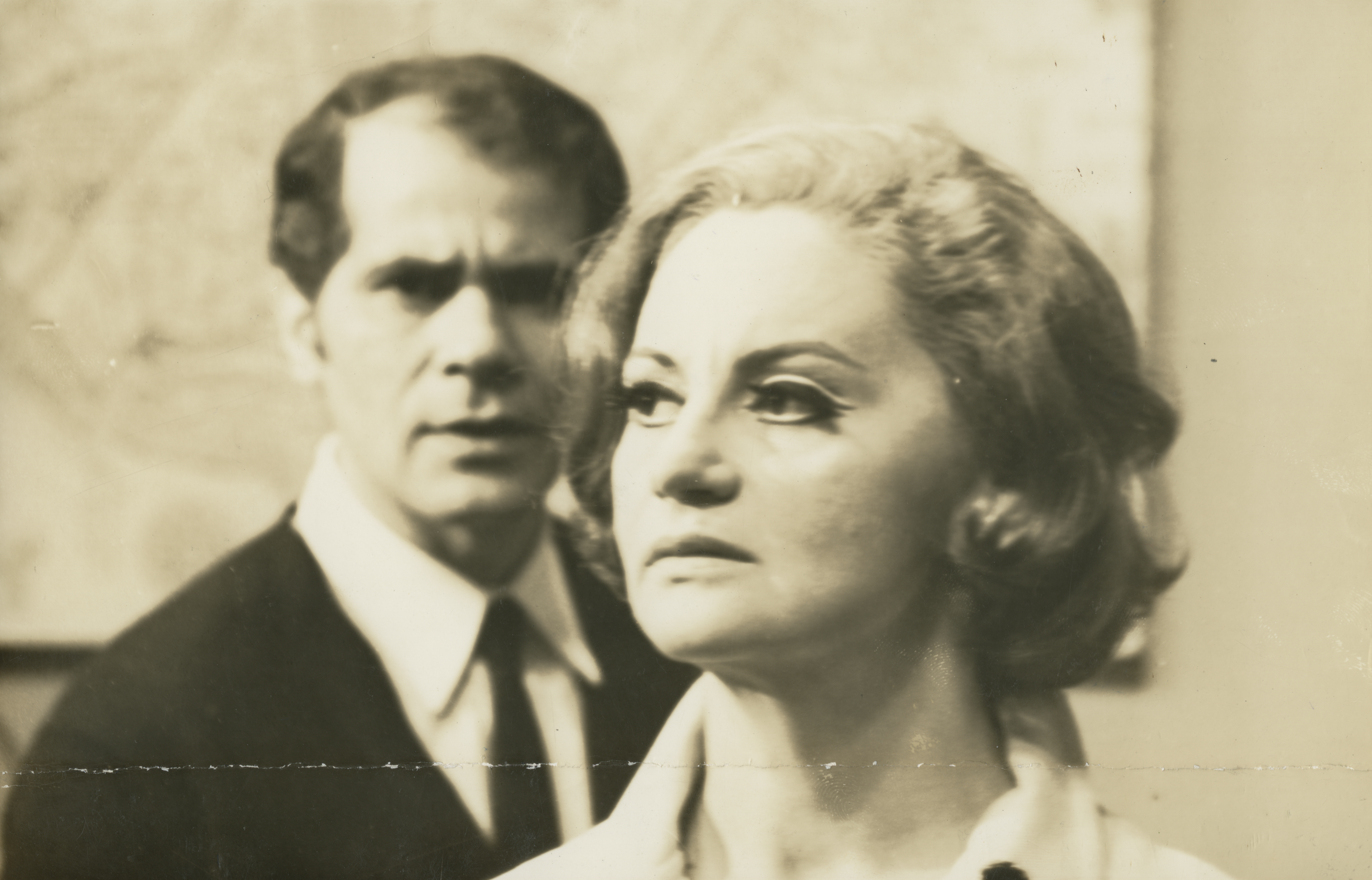
Laura Cardoso e Ivan Mesquita durante cena da novela Algemas de Ouro, de 1970 na RecordTV.

Escrava Isaura escrita por Gilberto Braga, adaptando o romance homônimo de Bernardo Guimarães, foi exibida pela TV Globo entre 11 de outubro de 1976 a 5 de fevereiro de 1977, às 18 horas, tendo 100 capítulos, com direção de Herval Rossano e Milton Gonçalves. Foi uma das novelas com maior número de exibições no Brasil, no total foram cinco vezes, e foi uma das mais vendidas para o exterior. Segundo a emissora, foi vendida para quase 80 países. A obra fez tanto sucesso no exterior, que chegou a parar a guerra na Croácia por um dia, e em Cuba, o governo chegou a cancelar o racionamento de energia elétrica durante o horário de exibição da novela. Lucélia Santos, que estreava na televisão, tornou-se mundialmente famosa pelo seu desempenho como a protagonista Isaura. Leôncio é considerado, até hoje, um dos vilões mais cruéis da história da teledramaturgia brasileira, e o papel mais marcante do ator Rubens de Falco na televisão. A novela ganhou um remake em 2004, pela Rede Record, mais uma vez a novela foi um grande sucesso, manteve média de 20 pontos e a liderança durante sua exibição, além de mais uma vez ser exportada com grande êxito para todo o mundo, escrita por Tiago Santiago, a trama exibida na faixa das 19h deu início a uma grande reforma na dramaturgia da emissora que ganhou porte e reconhecimento. Nos anos seguintes vieram outros sucessos do canal que à época já tinha dois horários para exibição de novelas, entre elas estão: Essas Mulheres, Prova de Amor, Vidas Opostas, Cidadão Brasileiro͵ Amor e Intrigas, Caminhos do Coração, Chamas da Vida, Poder Paralelo, Ribeirão do Tempo, Vidas em Jogo, Vitória e Os Dez Mandamentos.
Vale Tudo, escrita por Gilberto Braga, Leonor Bassères e Aguinaldo Silva, e exibida entre 16 de maio de 1988 a 6 de janeiro de 1989, abordou temas como corrupção, ética e honestidade e é considerada um dos maiores sucessos da televisão brasileira. Quem matou Odete Roitman?, mistério relacionado a identidade do assassino da vilã Odete Roitman (Beatriz Segall), considerada uma das vilãs mais cruéis da história da teledramaturgia brasileira, causou uma enorme repercussão e tanta curiosidade nos telespectadores, que foram gravados cinco finais diferentes, mas nem mesmo os próprios atores tiveram acesso ao verdadeiro final. A identidade do assassino foi revelada no capítulo de encerramento da trama: Leila (Cássia Kis Magro) havia matado Odete Roitman, por engano, pensando que ela era Maria de Fátima (Glória Pires), amante de seu marido, Marco Aurélio (Reginaldo Faria), ex-genro de Odete.

### Censura e o sucesso popular
Roque Santeiro, escrita por Dias Gomes, originalmente deveria estrear a partir de 27 de agosto de 1975, substituindo o grande sucesso Escalada, novela de Lauro César Muniz e já havia cerca de 30 capítulos gravados e chamadas anunciavam sua estreia. Entretanto, no dia da estreia, o Departamento de Ordem Política e Social, do governo federal, enviou uma mensagem para TV Globo, censurando e proibindo a exibição da novela. Pois Roque Santeiro era uma adaptação para televisão da peça de teatro, do próprio Dias Gomes, O Berço do Herói, que havia sido censurada e proibida também em sua estreia em 1965, pelo regime militar. E para ocupar o horário na programação, enquanto preparavam outra novela, foi exibida uma reprise compacta do grande sucesso Selva de Pedra, de Janete Clair, que posteriormente seria substituída por Pecado Capital, da mesma autora, sendo que se tornou um dos maiores sucessos história da televisão brasileira. Para a realização desta novela, parte do elenco e dos cenários de 'Roque Santeiro foram reaproveitados.
Depois de 10 anos, já no Governo civil de José Sarney, Roque Santeiro finalmente foi liberada e pode ser exibida. Por consideração aos artistas envolvidos no trabalho original, os mesmos foram convidados a participar da nova versão da novela, com seus respectivos personagens. Porém, Francisco Cuoco e Betty Faria recusaram os papéis principais de Roque Santeiro e Viúva Porcina, sendo substituídos por José Wilker e Regina Duarte, já Lima Duarte retornou à produção, interpretando novamente o Sinhozinho Malta. Roque Santeiro tornou-se um dos maiores sucessos da história da televisão brasileira, conseguindo atingir índices aparentemente impossíveis de audiência. Em seu último capítulo, exibido em 21 de fevereiro de 1986, a novela registrou incríveis 100 pontos de audiência, sendo esta a maior audiência já registrada na história da televisão brasileira.

### Reprises
Vale a Pena Ver de Novo é o mais tradicional bloco de reprises da televisão, é transmitido pela TV Globo às tardes e exibe reapresentações de telenovelas que fizeram grande sucesso na grade da emissora. Dona Xepa de Gilberto Braga, foi a primeira novela a ser reapresentada neste horário em 1980 que permanece, desde então. Mulheres de Areia de Ivani Ribeiro, em sua primeira reprise, registrou a maior audiência neste horário - 30 pontos de audiência -, outras novelas, como A Viagem, O Rei do Gado, Anjo Mau, Tieta, A Indomada, entre outras, também registraram excelentes índices de audiência. No entanto, muitas telenovelas, como Roque Santeiro, Terra Nostra, Tropicaliente, Deus Nos Acuda, Sinhá Moça e O Profeta, entre outras, que em suas exibições originais foram consideradas "fenômenos de audiência", neste horário, representaram fracassos.
A prática de re-reprises, novelas reprisadas mais de uma vez, tornou-se constante nos anos 2000 com a recorrência de vetos por classificação indicativa impostos pelo Ministério Público, que determinava quais tramas eram impróprias para as tardes, o tradicional horário de reprises das emissoras brasileiras. Com a decisão do STF que derrubou a regra da vinculação horária da classificação indicativa, Celebridade tornou-se a primeira novela com classificação 12 anos a ser exibida nas tardes da TV Globo, no Vale a Pena Ver de Novo.

## Características
Os capítulos costumam ter uma média de duração de 55 e 40 minutos diários na TV Globo, Record e SBT, atualmente as únicas a produzir e exibir novelas. São apresentados de segunda-feira a sábado na TV Globo e segunda a sexta na Record e SBT. As tramas ficam no ar cerca de sete meses, mas há exceções como Irmãos Coragem, exibida pela TV Globo, escrita por Janete Clair e dirigida por Daniel Filho, que ficou mais de um ano no ar (de 8 de junho de 1970 a 12 de junho de 1971).
Os tipos de assuntos foram divididos, de acordo com o público de cada horário, pesquisado ao longo dos anos, pelas televisões no Brasil. De uma maneira geral, seguem o seguinte padrão:
- 18 horas - enredo simples e tipicamente romântico, muitas das vezes sendo de época e/ou regional;[9]
- 19 horas - drama e comédia
- 20, 21 ou 22 horas - drama, sexo e violência ou drogas, nudez e torturas

Certos elementos são considerados básicos pelos autores, produtores e diretores de televisão:
- A história segue a ideia de um folhetim eletrônico, com apelos dramáticos.
- O enredo deve ser muito claro e ter poucos personagens centrais que, na maioria das histórias, têm mocinho ou mocinha, vilã, bandido, filho ou filha perdido que não sabe quem são os seus verdadeiros pais, o velho, o jovem, etc.

### Produção
A construção de uma telenovela baseia-se em sua audiência, ou seja, quanto maior a audiência, maior a duração a novela, pois nem sempre, grandes audiências representam grandes telenovelas. As novelas começam com quatro ou cinco meses de antecedência, o autor pode ter uma ideia concebida só por ele, ou pode haver casos de dois ou três autores trabalhando na mesma novela. Também pode ocorrer os seguintes casos de palavras e expressões, 5 terminologias distintas com usos diferentes. Esses são os termos usados em telenovelas:
- Adaptação: geralmente é exclusivo de telenovela para telenovela, podendo ser, ou não, do mesmo criador;

- Baseado em: é usado geralmente em romances, obras literárias, ou uma compilação de um autor, sendo as mais comuns as de Jorge Amado (geralmente por Aguinaldo Silva), Éramos Seis de Maria José Dupré são as mais conhecidas. As adaptações podem haver uma interferência dos escritores, principalmente em personagens, já que os romances têm geralmente de dez a vinte personagens, e as novelas têm de trinta a sessenta;

- Inspirado em: é usado geralmente quando alguma obra, seja por inteiro, seja por um personagem, façam uma parte fundamental, sendo que o autor pode e deve interferir na trama, podendo ser o não inspirado em algum acontecimento.

A colaboração acontece quando um autor interfere e um personagem ou em algum núcleo, quando acontece algo com o autor, outros escritores devem interferir, mantendo a lógica do enredo criado pelo autor principal.
A supervisão de texto ocorre quando um escritor mais experiente supervisiona outros autores mais inexperientes. A direção tem como seus líderes os diretores de núcleo e artísticos, que geralmente são os mesmos. Os diretores de núcleo escolhem o elenco, sendo que os principais são escolhidos a dedo pelo autor. O supervisor de texto lê o que foi escrito pelo autor, procurando falhas de ortografia - erros ou palavras impróprias. É como se o autor e seus colaboradores fossem a parte "emocional" da novela e o supervisor fosse a parte "racional" da novela.

### Música
As telenovelas costumam apresentar duas trilhas sonoras: uma nacional e outra internacional, com exceção de algumas delas exibidas no horário das 18 horas que continham uma única trilha e também as que abordaram temas rurais, as quais apresentaram duas trilhas nacionais; Roque Santeiro foi a primeira a mostrar essa novidade na época (1985). O Rei do Gado (1996) é a trilha sonora mais bem sucedida da história da TV nacional, foram vendidas cerca de 1,6 milhão de cópias. A trilha nacional de Mulheres Apaixonadas (2003), foi a última a conquistar disco de diamante, depois de ter vendido mais de 1 milhão de cópias.

## Telenovelas brasileiras no exterior
Algumas telenovelas do Brasil foram exportadas para mais de 100 países, sendo, por isso, consideradas, desde meados da década de 1970, o produto mais rentável da indústria cultural brasileira.
A primeira produção do gênero exibida fora do Brasil foi O Bem-Amado (TV Globo, 1973). A Escrava Isaura (TV Globo, 1976), foi um grande sucesso, vendeu para mais de oitenta países e até recentemente era a telenovela mais exportada, título que hoje pertence à Avenida Brasil (150 países). A TV Globo é líder no mercado internacional, faturando cerca de US$ 150 milhões anuais com a venda de novelas no exterior.

### As 10 novelas brasileiras mais vendidas para o exterior
| #  | Telenovela         | Ano de exibição original | Autor                             | Diretor                                                  | Países     | Fontes        |
| -- | ------------------ | ------------------------ | --------------------------------- | -------------------------------------------------------- | ---------- | ------------- |
| 1  | Avenida Brasil     | 2012                     | João Emanuel Carneiro             | Ricardo Waddington, Amora Mautner e José Luiz Villamarim | 150 países | [ 12 ]        |
| 2  | Totalmente Demais  | 2015-2016                | Rosane Svartman e Paulo Halm      | Luiz Henrique Rios                                       | 135 países | [ 12 ] [ 13 ] |
| 3  | A Vida da Gente    | 2011—2012                | Lícia Manzo                       | Jayme Monjardim                                          | 132 países | [ 12 ]        |
| 4  | Caminho das Índias | 2009                     | Gloria Perez                      | Marcos Schechtman                                        | 117 países | [ 12 ]        |
| 5  | Da Cor do Pecado   | 2004                     | João Emanuel Carneiro             | Denise Saraceni                                          | 107 países | [ 12 ]        |
| 5  | O Clone            | 2001-2002                | Gloria Perez                      | Jayme Monjardim e Marcos Schechtman                      | 107 países | [ 12 ]        |
| 6  | Escrava Isaura     | 1976—1977                | Gilberto Braga                    | Herval Rossano e Milton Gonçalves                        | 104 países | [ 14 ]        |
| 7  | Insensato Coração  | 2011                     | Gilberto Braga e Ricardo Linhares | Dênis Carvalho                                           | 100 países | [ 12 ] [ 15 ] |
| 8  | Passione           | 2010                     | Sílvio de Abreu                   | Denise Saraceni                                          | 91 países  | [ 12 ]        |
| 9  | Império            | 2014                     | Aguinaldo Silva                   | Rogério Gomes                                            | 88 países  | [ 12 ]        |
| 10 | Laços de Família   | 2000-2001                | Manoel Carlos                     | Ricardo Waddington                                       | 86 países  | [ 12 ]        |